# 1814 w literaturze
Wydarzenia literackie w 1814 roku.

## Wydarzenia
- Korsarz (George Byron) - sprzedano 10 000 egzemplarzy
- 15 kwietnia - prapremiera komoedioopery Szkoda wąsów Ludwika Adama Dmuszewskiego.

## Nowe książki
- Jane Austen – Mansfield Park
- George Gordon Byron – Korsarz
- George Gordon Byron – Oda do Napoleona Bonapartego

## Urodzili się
- 15 stycznia – Pierre-Jules Hetzel, francuski wydawca i pisarz (zm. 1886)
- 16 listopada – Edmund Wasilewski, polski poeta (zm. 1846)